# ユニオン郡 (イリノイ州)

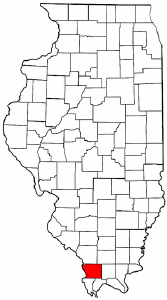
イリノイ州内の位置

ユニオン郡 (Union County) は、アメリカ合衆国イリノイ州に位置する郡である。人口は18,293人（2000年）。郡庁所在地はジョーンズボロである。

## 地理
アメリカ合衆国統計局によると、この郡は総面積1,093 km2 (422 mi2) である。このうち1,078 km2 (416 mi2) が陸地で15 km2 (6 mi2) が水地域である。総面積の1.41%が水地域となっている。

### 隣接する郡
- イリノイ州
  - ジャクソン郡（北）
  - ウィリアムソン郡（北東）
  - ジョンソン郡（東）
  - プラスキ郡（南東）
  - アレクサンダー郡（南）
  - ケープジラード郡 (ミズーリ州)（西）
  - ペリー郡 (ミズーリ州)（北西）

## 人口動静
2000年国勢調査で、この郡は人口18,293人、7,290世帯、及び4,971家族が暮らしている。人口密度は17/km2 (44/mi2) である。7/km2 (19/mi2) の平均的な密度に7,894軒の住宅が建っている。この郡の人種的な構成は白人96.28%、アフリカン・アメリカン0.82%、先住民0.37%、アジア0.28%、太平洋諸島系0.02%、その他の人種1.19%、及び混血1.04%である。ここの人口の2.63%はヒスパニックまたはラテン系である。
この郡内の住民は23.20%が18歳未満の未成年、18歳以上24歳以下が7.50%、25歳以上44歳以下が26.70%、45歳以上64歳以下が25.10%、及び65歳以上が17.50%にわたっている。中央値年齢は40歳である。女性100人ごとに対して男性は94.50人である。18歳以上の女性100人ごとに対して男性は91.90人である。
この郡の世帯ごとの平均的な収入は30,994米ドルであり、家族ごとの平均的な収入は37,710米ドルである。男性は30,016米ドルに対して女性は22,305米ドルの平均的な収入がある。この郡の一人当たりの収入 (per capita income) は16,450米ドルである。人口の16.50%及び家族の10.80%は貧困線以下である。全人口のうち18歳未満の19.80%及び65歳以上の12.10%は貧困線以下の生活を送っている。

## 都市及び町
- ジョーンズボロ（郡庁所在地）
- ミルクリーク
- アンナ
- Alto Pass
- Cobden
- Dongola